# 第二次サウード王国

第二次サウード王国
الدولة السعودية الثانية

第二次サウード王国の版図

第二次サウード王国は、1824年から1891年まで存在したイスラム国家である。

## 歴史
1818年に第一次サウード王国がオスマン帝国とムハンマド・アリーの子イブラーヒーム・パシャ率いるエジプト軍によって滅ぼされるが、1824年、ギリシャ独立戦争の隙に乗じて、サウード王族トゥルキー・ビン・アブドゥッラーがリヤドに移って建国した。第一次サウード王国同様にワッハーブ派イマームが国王を兼任した。
内紛が激しく、ナジュド北部のラシード家のジャバル・シャンマル王国に実権を奪われるようになる。
1891年、最後の王であるアブドゥッラフマーン・ビン・ファイサル・アール＝サウードがラシード家からの実権回復に失敗してリヤドを追われたため、滅亡した (en:Battle of Mulayda) 。

## 影響
クウェートに逃れていたアブドゥッラフマーン・ビン・ファイサル・アール＝サウードの子アブドゥルアズィーズ・イブン＝サウードが1902年にリヤド奪還に成功してナジュド及びハッサ王国を建国。その後、領土を拡大して1932年にサウジアラビア王国が建国された。